# Maarrat al-Nu'man District
Maarrat al-Nu'man District (arabiska: منطقة معرة النعمان) är ett distrikt i Syrien.   Det ligger i provinsen Idlib, i den centrala delen av landet, 230 kilometer norr om huvudstaden Damaskus.
Trakten runt Maarrat al-Nu'man District består till största delen av jordbruksmark. Runt Maarrat al-Nu'man District är det ganska tätbefolkat, med 179 invånare per kvadratkilometer.